# Phyllonorycter loniceriphaga
Phyllonorycter loniceriphaga är en fjärilsart som beskrevs av Remigijus Noreika 1992. Phyllonorycter loniceriphaga ingår i släktet guldmalar, och familjen styltmalar. Inga underarter finns listade i Catalogue of Life.